# Eric Van Lancker
Eric Van Lancker, född den 30 april 1969 i Oudenaarde, är en belgisk tidigare landsvägscyklist som var professionell från 1984 till 1995. Hans främsta meriter är segrarna i Liège-Bastogne-Liège 1990 och Amstel Gold Race 1989. Efter sin aktiva karriär har Van Lancker fortsatt att arbeta som sportchef för olika stall sedan 2000.

## Meriter
| 1984 3:a i Paris–Bryssel 7:a totalt i Tour de l'Avenir 8:a i Herinneringsprijs Dokter Tistaert – Prijs Groot-Zottegem 1985 Vinnare av etapp 1 i Danmark rundt 6:a i Rund um den Henninger Turm 6:a i linjelopp vid Belgiska mästerskapen 7:a i Leeuwse Pijl 9:a i La Flèche Wallonne 9:a i Druivenkoers Overijse 10:a i Omloop van het Leiedal 10:a i Binche-Tournai-Binche 1986 Vinnare av etapp 22 i Giro d'Italia Vinnarte av etapp 9 i Tour de Suisse Vinnare av etapp 4a i Paris–Nice 4:a totalt i Belgien runt 6:a i Grand Prix de Wallonie 8:a i Brabantse Pijl 1987 2:a i Giro di Lombardia 2:a i Giro del Piemonte 2:a totalt i Tour Méditerranéen 3:a i GP de Fourmies 8:a i Milano–Torino 8:a i GP Raymond Impanis 8:a rotalt i GP Tell Vinnare av etapp 5a 1988 Vinnare av etapp 2 i Vuelta a Cantabria 2:a totalt i Belgien runt Vinnare av etapp 1 6:a totalt i Volta a Catalunya 6:a i Giro del Piemonte 9:a totalt i Tour de Suisse | 1989 Vinnare av Amstel Gold Race 7:a totalt i Baskien runt Vinnare av etapp 3 8:a i Liège-Bastogne-Liège 8:a i Dwars door België 1990 Vinnare av Liège-Bastogne-Liège 2:a totalt i Escalada a Montjuïc Vinnare av etapp 1a 7:a totalt i Tour du Vaucluse 9:a totalt i Setmana Catalana de Ciclisme 10:a i linjelopp vid Belgiska mästerskapen 1991 Vinnare av Grand Prix des Amériques Vinnare av Wincanton Classic 5:a i Liège-Bastogne-Liège 5:a totalt i Tour of Ireland 7:a i La Flèche Wallonne 1992 Vinnare av etapperna 1 och 5 i Tour du Vaucluse 5:a i Herinneringsprijs Dokter Tistaert – Prijs Groot-Zottegem 9:a i Japan Cup 1993 3:a totalt i Route du Sud 5:a totalt i Tour DuPont 1994 Vinnare av Bryssel-Ingooigem 1995 2:a i La Côte Picarde |